# Pissonotus brunneus
Pissonotus brunneus är en insektsart som beskrevs av Van Duzee 1897. Pissonotus brunneus ingår i släktet Pissonotus och familjen sporrstritar. Inga underarter finns listade i Catalogue of Life.